# Eelde
Eelde (Drents: Eel) is een plaats in het noorden van de provincie Drenthe (Nederland) en maakt deel uit van de gemeente Tynaarlo. Van 1811 tot 1998 was het de hoofdplaats van de gemeente Eelde.
Eelde en het noordelijk ervan gelegen Paterswolde zijn in de loop van de twintigste eeuw aan elkaar gegroeid en vormen thans één kern. Op de plaatsnaamborden en wegwijzers wordt dan ook de naam Eelde-Paterswolde vermeld. Voor de post zijn Eelde en Paterswolde twee aparte dorpen.

## Geografie
Eelde is gelegen langs de A28 tussen Assen en Groningen, Ten noorden van Eelde-Paterswolde liggen het Paterswoldsemeer en het dorp Eelderwolde en vervolgens de stad Groningen. In het oosten ligt het dorp Glimmen, aan de zuidkant liggen de dorpen Yde en De Punt. Aan de westkant treft men het dorp Peize en zuidwestelijk Winde en Bunne.

## Bevolking
In 2023 telde Eelde 7.090 inwoners en Paterswolde 3.940. Gezamenlijk 11030 inwoners.

## Geschiedenis
Eelde maakt deel uit van het oude dingspel Noordenveld. De oudste vermelding is gevonden in een oorkonde uit 1139, waarin de plaats als Elde wordt vermeld.
Later komt men in oorkonden de namen Elethe (1250 & 1275) en Elede (1294) tegen. Naar alle waarschijnlijkheid zijn dit ook namen voor het tegenwoordige Eelde.
Het is zeker dat er reeds voor 1139 bewoning op deze plaats was, maar hoe ver dit teruggaat is nog niet exact vastgesteld. Een grafheuvel en veenterpen wijzen in elk geval wel in de richting van vroege bewoning.
In de oorkonde van 1139 neemt de kerk een centrale plaats in. Onduidelijk is wanneer men deze kerk heeft gesticht. Door de toename van de bevolking in de Middeleeuwen is op een bepaald moment besloten om in Eelde een kapel te gaan bouwen. Hiervoor ging men naar alle waarschijnlijkheid naar de moederkerk van deze kapel, de kerk in "Arlo", het tegenwoordige Vries.
Naarmate er steeds meer mensen kwamen wonen in Eelde werd de nood voor een nieuwe kerk dringender en heeft men een tufstenen kerk gebouwd.
De schulte van Eelde resideerde vermoedelijk in het complex van de waterburcht, gelegen op een kasteelterrein met motte ten zuiden van Eelde. Het Schultenhuis (ook wel Nijsinghhuis) en de Schultenweg in Eelde herinneren er nog altijd aan.
Op 9 mei 2008 kwamen drie brandweerlieden uit Eelde om tijdens een zeer grote brand in De Punt.

## Gemeentewapen
Het wapen van de voormalige gemeente Eelde wordt als volgt omschreven:
In goud een omgewende opvliegende raaf van sabel, aan wier bek een kruisboog van azuur hangt, met schacht en kruk van keel. Het schild gedekt door een gouden kroon van drie bladeren en twee parels.
Het wapen is afkomstig van de adellijke familie Sighers ter Borgh. Leden van deze familie bewoonden in de 16de en 17de eeuw de havezate ter Borch in Eelde en vervulden belangrijke posities in het bestuur van de Landschap Drenthe. Zij bezaten daarnaast ook andere aanzienlijke huizen in Eelde. Het wapen komt voor op een grafzerk uit 1545 in de Nederlands Hervormde Kerk van Eelde. Het wapen is ook te vinden in het gebrandschilderde raam van het huis Vennebroek (zie aldaar), maar daar is de raaf niet omgewend.

## Cultuur

### Monumenten
In Eelde zijn 10 rijksmonumenten en oorlogsmonumenten, zie: Lijst van rijksmonumenten in Eelde.
Door de provincie Drenthe zijn 10 monumenten in het dorp op de lijst van provinciale monumenten in Drenthe geplaatst.

### Landgoederengordel Eelde-Paterswolde
In en rond Eelde ligt de zogenoemde landgoederengordel Eelde-Paterswolde, een beschermd dorpsgezicht. Het bestaat uit verschillende 18de- en 19de-eeuwse landgoederen, havezaten, landhuizen en villa's, omringd door veel bossen en parken.
Dit zijn in willekeurige volgorde landgoed De Braak, landgoed Vosbergen, landgoed Lemferdinge, huis De Duinen, Vennebroek, havezate Oosterbroek, huis Hooghullen, Nijsinghuis, de Waterburcht, De Marsch, De Borgstee, Westerbroek, villa Frisia, villa Anna, villa Meta, villa Java, villa Weltevreden (ook bekend als villa Friescheveen).

## Onderwijs
In Eelde zijn vier basisscholen gevestigd, te weten:
- cbs Menso Altingschool (± 219 leerlingen)
- obs De Westerburcht (± 312 leerlingen)
- obs De Veenvlinder (± 320 leerlingen)
- kbs Mariaschool (± 103 leerlingen)

Tevens is er de vmbo/mbo-school Terra Eelde (± 530 leerlingen) gevestigd.

## Bijzonderheden
De grote naamsbekendheid heeft Eelde te danken aan het nabijgelegen vliegveld Groningen Airport Eelde.
Ook de grote bloemenveiling Royal FloraHolland is wijd en zijd bekend, waar tevens elke zaterdag een vlooienmarkt wordt georganiseerd.
In het najaar wordt in de plaats een groots bloemencorso gehouden dat vele tienduizenden bezoekers trekt.
Op de tweede zaterdag in juni is er de Eelder jaarmarkt.
Ook in juni vindt sinds 2012 een muziek- en theaterevenement, het Koepeltjes Festival, plaats.
In Eelde zijn drie musea, te weten een museum voor figuratieve kunst Museum De Buitenplaats, het Internationaal Klompenmuseum en Museum Vosbergen, dat zich wijdt aan muziekinstrumenten.
De plaatselijke nieuwsvoorziening wordt al sinds 1946 gedaan door het weekblad Dorpsklanken.

## Sport
De plaatselijke voetbalvereniging is VV Actief, de plaatselijke hockeyclub HC Eelde. Verder zijn er onder andere een basketbalclub, een volleybalclub en een judovereniging.

## Openbaar vervoer
Eelde is bereikbaar met buslijn 9 die twee keer per uur rijdt.

## Geboren in Eelde
- Menso Alting (1541-1612), predikant en kerkhervormer
- Dick Hamming (1925-2005), kinderarts en sportman
- Roelof Luinge (1955), voetbalscheidsrechter
- Rogier Krohne (1986), voetballer
- Bo van der Werff (1992), schaatsster

Dorpen: Bunne · De Groeve · De Punt · Donderen · Eelde · Eelderwolde · Midlaren · Oudemolen · Paterswolde (deels) · Taarlo · Tynaarlo · Vries · Winde · Yde · Zeegse · Zeijen · Zuidlaarderveen · Zuidlaren (Schuilingsoord · Westlaren)

Buurtschappen: Bokkenstreek · Bruilweering (deels) · Halfweg · Luchtenburg · Oosterbroek · Plankensloot · Schelfhorst · Zuideinde

Drenthe: Steden en dorpen      Nederland: Provincies · Gemeenten